# Приморська сільська рада (Татарбунарський район)
Примо́рська сільська́ ра́да — колишня  адміністративно-територіальна одиниця та орган місцевого самоврядування в Татарбунарському районі Одеської області. Адміністративний центр — село Приморське.

## Загальні відомості
Приморська сільська рада утворена в 1945 році.
- Територія ради: 59,9 км²
- Населення ради: 1 990 осіб (станом на 2001 рік)
- Водоймища на території, підпорядкованій даній раді: лиман Шагани

## Населені пункти
Сільській раді підпорядковані населені пункти:
- с. Приморське
- с. Трихатки

## Населення
Згідно з переписом УРСР 1989 року чисельність наявного населення села становила 1961 особа, з яких 909 чоловіків та 1052 жінки.
За переписом населення України 2001 року в селі мешкало 1988 осіб.

### Мова
Розподіл населення за рідною мовою за даними перепису 2001 року:
| Мова       | Відсоток |
| ---------- | -------- |
| українська | 94,67 %  |
| російська  | 3,67 %   |
| болгарська | 0,80 %   |
| молдовська | 0,60 %   |
| білоруська | 0,15 %   |
| гагаузька  | 0,05 %   |

## Склад ради
Рада складається з 18 депутатів та голови.
- Голова ради: Чабаненко Олег Іванович
- Секретар ради: Ткаченко Світлана Степанівна

### Керівний склад попередніх скликань
| Прізвище, ім'я, по батькові | Основні відомості                                                               | Дата обрання | Дата звільнення |
| --------------------------- | ------------------------------------------------------------------------------- | ------------ | --------------- |
| Зимній Дмитро Павлович      | Сільський голова, 1951 року народження, освіта вища                             | 26.03.2006   | 31.10.2010      |
| Зимній Дмитро Павлович      | Сільський голова, 1951 року народження, освіта вища, безпартійний               | 31.10.2010   | 07.03.2013      |
| Чабаненко Олег Іванович     | Сільський голова, 1968 року народження, освіта середня спеціальна, безпартійний | 15.12.2013   |                 |

Примітка: таблиця складена за даними сайту Верховної Ради України

### Депутати
За результатами місцевих виборів 2010 року депутатами ради стали:

#### За суб'єктами висування
| Суб'єкт висування                 | Кількість обраних депутатів | %    |
| --------------------------------- | --------------------------- | ---- |
| Партія регіонів                   | 8                           | 44,4 |
| Самовисування                     | 6                           | 33,3 |
| Народна партія                    | 2                           | 11,1 |
| Комуністична партія України       | 1                           | 5,6  |
| Політична партія «Сильна Україна» | 1                           | 5,6  |

#### За округами
| № округу                          | Прізвище, ім'я, по батькові    | Дата визнання обраним | Освіта             | Партійна приналежність                  | Відомості про обраного депутата                       |
| --------------------------------- | ------------------------------ | --------------------- | ------------------ | --------------------------------------- | ----------------------------------------------------- |
| Комуністична партія України       |                                |                       |                    |                                         |                                                       |
| 14                                | Гавриленко Анатолій Дмитрович  | 01.11.2010            | середня            | член Комуністичної партії України       | в/ч 2197, водій                                       |
| Народна Партія                    |                                |                       |                    |                                         |                                                       |
| 4                                 | Іваненко Ірина Григорівна      | 01.11.2010            | вища               | позапартійна                            | Приморська сільська рада, обліковець                  |
| 16                                | Унгурян Катерина Іванівна      | 01.11.2010            | середня            | позапартійна                            | пенсіонер                                             |
| Партія регіонів                   |                                |                       |                    |                                         |                                                       |
| 2                                 | Гриценко Марія Василівна       | 01.11.2010            | вища               | позапартійна                            | будинок Милосердя, завідувачка                        |
| 3                                 | Крицький Рустам Миколайович    | 01.11.2010            | середня спеціальна | член Партії регіонів                    | приватний підприємець                                 |
| 5                                 | Савка Петро Степанович         | 01.11.2010            | вища               | позапартійний                           | Свято-Миколаївський храм, настоятель                  |
| 7                                 | Медвєдєв Олександр Миколайович | 01.11.2010            | середня спеціальна | член Партії регіонів                    | фермерське господарство «Медвєдєва», тракторист       |
| 8                                 | Кованжи Дмитро Іванович        | 01.11.2010            | середня            | член Партії регіонів                    | в/ч 2197, начальник поста Приморське                  |
| 9                                 | Ткаченко Світлана Степанівна   | 01.11.2010            | вища               | позапартійна                            | Приморська сільська рада, секретар                    |
| 13                                | Чабан Ніна Павлівна            | 01.11.2010            | вища               | позапартійна                            | Приморська загальноосвітня школа, практичний психолог |
| 17                                | Зимній Юрій Аркадійович        | 01.11.2010            | середня спеціальна | член Партії регіонів                    | тимчасово не працює                                   |
| Політична партія «Сильна Україна» |                                |                       |                    |                                         |                                                       |
| 6                                 | Чумаченко Олександр Васильович | 01.11.2010            | середня спеціальна | член Політичної партії «Сильна Україна» | Приморська сільська рада, інструктор зі спорту        |
| Самовисування                     |                                |                       |                    |                                         |                                                       |
| 1                                 | Бєлий Володимир Іванович       | 01.11.2010            | середня спеціальна | позапартійний                           | приватний підприємець                                 |
| 10                                | Голубов Володимир Анатолійович | 01.11.2010            | середня спеціальна | член Соціалістичної партії України      | тимчасово не працює                                   |
| 11                                | Сакара Сергій Пилипович        | 01.11.2010            | вища               | позапартійний                           | Приморська сільська рада, інструктор зі спорту        |
| 12                                | Сакара Віктор Пилипович        | 01.11.2010            | середня спеціальна | позапартійний                           | маяк «Шагани», доглядач вогню                         |
| 15                                | Кісельов Сергій Євстратійович  | 01.11.2010            | середня спеціальна | позапартійний                           | АРТОВ «Світлий путь», завідувач складу                |
| 18                                | Зімня Раїса Никифорівна        | 01.11.2010            | середня            | позапартійна                            | пенсіонер                                             |